# Bucculatrix zizyphella
Bucculatrix zizyphella är en fjärilsart som beskrevs av Pierre Chrétien 1907. Bucculatrix zizyphella ingår i släktet Bucculatrix, och familjen kronmalar. Inga underarter finns listade i Catalogue of Life.